# Großer Preis von Spanien 2017
Der Große Preis von Spanien 2017 (offiziell Formula 1 Gran Premio de España Pirelli 2017) fand am 14. Mai auf dem Circuit de Barcelona-Catalunya in Montmeló statt und war das fünfte Rennen der Formel-1-Weltmeisterschaft 2017.

## Bericht

### Hintergründe
Nach dem Großen Preis von Russland führte Sebastian Vettel in der Fahrerwertung mit 13 Punkten vor Lewis Hamilton und mit 23 Punkten vor Valtteri Bottas. In der Konstrukteurswertung führte Mercedes mit einem Punkt vor Ferrari und mit 79 Punkten vor Red Bull.
Beim Großen Preis von Spanien stellte Pirelli den Fahrern die Reifenmischungen P Zero Hard (orange), P Zero Medium (weiß), P Zero Soft (gelb) sowie für Nässe Cinturato Intermediates (grün) und Cinturato Full-Wets (blau) zur Verfügung. Da die Bestellung der jedem Fahrer zur Verfügung stehenden Reifen jeder Mischung bereits vor den Testfahrten vor der Saison aufgegeben werden musste, legte die FIA im Vorfeld fest, dass jeder Fahrer sieben Reifensätze Soft, vier Sätze Medium und zwei Sätze Hard zur Verfügung gestellt bekommt.
Im Vergleich zum Vorjahr gab es mehrere Änderungen an der Strecke, so wurde in der La Caixa, der Europcar und in Kurve 15 der Kunstrasen entfernt und durch jeweils 50 Millimeter hohe, zusätzliche Randsteine ersetzt. Auch in der Bank de Sabadell wurde der Kunstrasen entfernt, hier wurde stattdessen das Kiesbett vergrößert.
Die beiden DRS-Zonen sollten im Vergleich zum Vorjahr unverändert bleiben. Der Messpunkt für die erste Zone befand sich 86 Meter vor der Campsa, die Zone begann 40 Meter nach der Kurve. Der Messpunkt für die zweite DRS-Zone, die sich auf der Start-Ziel-Geraden befand, war die Safety-Car-Linie, aktiviert werden durfte das DRS dann 157 Meter nach der New Holland. Nach den ersten beiden freien Trainings entschied die FIA, den Aktivierungspunkt der DRS-Zone auf der Start-Ziel-Geraden 100 Meter nach vorne zu verlagern und somit zu vergrößern.
Jolyon Palmer (sieben), Vettel (sechs), Daniil Kwjat, Kevin Magnussen, Carlos Sainz jr. (jeweils fünf), Nico Hülkenberg, Esteban Ocon, Pascal Wehrlein (jeweils vier), Romain Grosjean, Sergio Pérez (jeweils drei), Bottas, Marcus Ericsson, Hamilton, Felipe Massa, Kimi Räikkönen, (jeweils zwei), Stoffel Vandoorne und Max Verstappen (jeweils einer) gingen mit Strafpunkten ins Rennwochenende.
Mit Räikkönen, Fernando Alonso (jeweils zweimal), Massa, Vettel, Hamilton und Verstappen (jeweils einmal) traten sechs ehemalige Sieger zu diesem Grand Prix an.
Als Rennkommissare fungierten Steve Chopping (AUS), Garry Connelly (AUS), David Domingo (ESP) und Tom Kristensen (DNK).

### Training
Im ersten freien Training fuhr Hamilton in 1:21,521 Minuten die schnellste Rundenzeit vor Bottas und Räikkönen.
Auch im zweiten freien Training fuhr Hamilton in 1:20,802 Minuten die Bestzeit, erneut gefolgt von Bottas und Räikkönen.
Im dritten freien Training war Räikkönen in 1:20,214 Minuten Schnellster vor Vettel und Hamilton.

### Qualifying
Das Qualifying bestand aus drei Teilen mit einer Nettolaufzeit von 45 Minuten. Im ersten Qualifying-Segment (Q1) hatten die Fahrer 18 Minuten Zeit, um sich für das Rennen zu qualifizieren. Alle Fahrer, die im ersten Abschnitt eine Zeit erzielten, die maximal 107 Prozent der schnellsten Rundenzeit betrug, qualifizierten sich für den Grand Prix. Die besten 15 Fahrer erreichten den nächsten Teil. Hamilton war Schnellster. Kwjat, Vandoorne, Lance Stroll, Palmer und Ericsson schieden aus.
Der zweite Abschnitt (Q2) dauerte 15 Minuten. Die schnellsten zehn Piloten qualifizierten sich für den dritten Teil des Qualifyings. Hamilton war erneut Schnellster. Wehrlein, die Haas-Piloten, Hülkenberg und Sainz jr. schieden aus.
Der finale Abschnitt (Q3) ging über eine Zeit von zwölf Minuten, in denen die ersten zehn Startpositionen vergeben wurden. Hamilton fuhr mit einer Rundenzeit von 1:19,149 Minuten die Bestzeit vor Vettel und Bottas. Es war die 64. Pole-Position für Hamilton in der Formel-1-Weltmeisterschaft.
Vandoorne wurde nach dem Qualifying für die Verwendung der fünften Kontrollelektronik und des fünften Energiespeichers in dieser Saison um zehn Startplätze nach hinten versetzt.

### Rennen
Am Start überholte Vettel Hamilton, dahinter fuhren Bottas, Räikkönen und Verstappen nebeneinander in die erste Kurve. Dabei berührten sich die Fahrzeuge von Bottas und Räikkönen, der die Kontrolle über seinen Ferrari verlor und mit Verstappen kollidierte; dabei brach an beiden Wagen die Radaufhängung. Vor der zweiten Kurve kamen Räikkönen und Verstappen auf die Strecke zurück, deshalb wich Massa nach außen aus, wo er seinerseits mit Alonso kollidierte, der anschließend durch das Kiesbett fahren musste. Während Bottas auf Platz drei liegend weiterfuhr, war das Rennen für Räikkönen und Verstappen beendet. Alonso fiel wegen der Fahrt durch das Kiesbett mehrere Positionen zurück, Massa erlitt einen Reifenschaden und fuhr am Ende der ersten Runde zum Reifenwechsel an die Box. Auch Kwjat musste wegen eines Schadens die Reifen wechseln.
Vettel führte somit vor Hamilton, Bottas, Daniel Ricciardo, Pérez, Ocon, Hülkenberg, Magnussen, Sainz jr. und Grosjean. Sainz jr. war schneller als Magnussen und griff ihn an, er kam jedoch nicht vorbei. An der Spitze schaffte es Vettel nicht, sich von Hamilton abzusetzen. Bottas und Ricciardo konnten das Tempo an der Spitze nicht mitgehen und lagen nach zehn Runden bereits 10 bzw. 16 Sekunden zurück.
In der 13. Runde fuhren Magnussen und Sainz jr. zum Reifenwechsel an die Box, Magnussen blieb dabei knapp vor Sainz jr., der in der Boxenausfahrt versuchte, Magnussen zu überholen. Dabei kam er jedoch auf den Grünstreifen neben der Strecke und blieb hinter Magnussen. Eine Runde später wechselte Vettel auf Soft, er fiel auf den vierten Platz unmittelbar hinter Ricciardo zurück, den er eine Runde später überholte. In der Folge fuhr er mehr als eine Sekunde schneller als Hamilton. In Runde 17 wechselten Pérez, Ocon und Grosjean erneut auf Soft, Hamilton wechselte in Runde 21 auf Medium. Vettel hatte unterdessen auf Bottas, der nun in Führung lag, aufgeschlossen und setzte ihn unter Druck. Bottas verteidigte sich bis zur 25. Runde, musste Vettel dann aber passieren lassen. Eine Runde später ging auch Hamilton an Bottas vorbei, der am Ende der Runde ebenfalls auf Medium wechselte.
In Runde 32 kollidierte Vandoorne mit Massa, dabei brach Vandoornes Radaufhängung, er stellte das Fahrzeug in der Auslaufzone ab. Zur Bergung des Wagens wurde eine virtuelle Safety-Car-Phase ausgerufen, die viele Piloten zum Reifenwechsel nutzten. Wehrlein, der auf dem siebten Platz lag und noch nicht an der Box gewesen war, fuhr dabei als erster Fahrer an die Box. Da er vorher jedoch bereits an der eigentlichen Boxeneinfahrt, die durch einen Leitkegel markiert war, vorbeigefahren war, sprachen die Rennkommissare eine Fünf-Sekunden-Zeitstrafe gegen ihn aus, er erhielt zudem zwei Strafpunkte. Auch Vandoorne erhielt für das Verursachen der Kollision mit Massa zwei Strafpunkte sowie eine Startplatzstrafe in Höhe von drei Plätzen für den Großen Preis von Monaco. Neben Wehrlein wechselten auch Hülkenberg, Magnussen und Kwjat sowie eine Runde später Pérez, Ocon, Sainz jr. und Grosjean die Reifen, alle wechselten auf Medium.
Vettel führte vor Hamilton, Bottas, Ricciardo, Pérez, Ocon, Hülkenberg, Wehrlein, Sainz jr. und Magnussen. Als die Strecke am Ende der 36. Runde wieder freigegeben wurde, wechselte Hamilton, der zuvor acht Sekunden hinter Vettel lag, auf Soft. Vettel reagierte eine Runde später und wechselte auf Medium. Er kam neben Hamilton auf die Strecke zurück und verteidigte seine Position, dabei kam es zu einer leichten Berührung der Fahrzeuge. Im Mittelfeld griff Sainz jr. mehrfach Wehrlein an, der sich gegen die Angriffe jedoch verteidigte.
Bottas schied in Runde 39 mit einem technischen Defekt am Turbolader aus. Hamilton setzte Vettel unter Druck, der sich jedoch mehrere Runden lang verteidigte. In Runde 43 fuhr Hamilton die bis dahin schnellste Runde des Rennens und ging auf der Start-Ziel-Geraden an Vettel vorbei. Er baute den Vorsprung in der Folge auf mehr als drei Sekunden aus, Vettel kam nicht mehr in Schlagdistanz um noch einen Angriff auf Hamilton zu starten. In der 64. Runde fuhr Hamilton die schnellste Runde des Rennens, gleichzeitig kam es zu einer Kollision zwischen Magnussen und Kwjat. Magnussen erlitt dabei einen Reifenschaden und musste zum Reifenwechsel an die Box, er fiel somit aus den Punkterängen.
Hamilton gewann das Rennen vor Vettel und Ricciardo. Es war der 55. Sieg für Hamilton und der 67. Sieg für Mercedes in der Formel-1-Weltmeisterschaft. Für Ricciardo war es die erste Podestplatzierung seit dem Großen Preis von Mexiko 2016. Die restlichen Punkteplatzierungen belegten die bereits überrundeten Pérez, Ocon, Hülkenberg, Sainz jr., Wehrlein, der wegen seiner Fünf-Sekunden-Zeitstrafe hinter Sainz jr. zurückfiel, Kwjat und Grosjean. Für Ocon und Wehrlein war es das bis dahin beste Ergebnis in der Formel-1-Weltmeisterschaft, Wehrlein erzielte darüber hinaus seine ersten Punkte für Sauber.
In der Fahrerwertung verkürzte Hamilton seinen Rückstand auf Vettel auf sechs Punkte, Bottas blieb Dritter. In der Konstrukteurswertung blieben die ersten drei Plätze unverändert.

## Meldeliste
| Team                          | Nr. | Fahrer            | Chassis                   | Motor                         | Reifen |
| ----------------------------- | --- | ----------------- | ------------------------- | ----------------------------- | ------ |
| Mercedes AMG Petronas F1 Team | 44  | Lewis Hamilton    | Mercedes F1 W08 EQ Power+ | Mercedes-AMG F1 M08 EQ Power+ | P      |
| Mercedes AMG Petronas F1 Team | 77  | Valtteri Bottas   | Mercedes F1 W08 EQ Power+ | Mercedes-AMG F1 M08 EQ Power+ | P      |
| Red Bull Racing               | 03  | Daniel Ricciardo  | Red Bull RB13             | TAG Heuer                     | P      |
| Red Bull Racing               | 33  | Max Verstappen    | Red Bull RB13             | TAG Heuer                     | P      |
| Scuderia Ferrari              | 05  | Sebastian Vettel  | Ferrari SF70H             | Ferrari 062                   | P      |
| Scuderia Ferrari              | 07  | Kimi Räikkönen    | Ferrari SF70H             | Ferrari 062                   | P      |
| Sahara Force India F1 Team    | 11  | Sergio Pérez      | Force India VJM10         | Mercedes-AMG F1 M08 EQ Power+ | P      |
| Sahara Force India F1 Team    | 31  | Esteban Ocon      | Force India VJM10         | Mercedes-AMG F1 M08 EQ Power+ | P      |
| Williams Martini Racing       | 19  | Felipe Massa      | Williams FW40             | Mercedes-AMG F1 M08 EQ Power+ | P      |
| Williams Martini Racing       | 18  | Lance Stroll      | Williams FW40             | Mercedes-AMG F1 M08 EQ Power+ | P      |
| McLaren Honda                 | 14  | Fernando Alonso   | McLaren MCL32             | Honda RA617H                  | P      |
| McLaren Honda                 | 02  | Stoffel Vandoorne | McLaren MCL32             | Honda RA617H                  | P      |
| Scuderia Toro Rosso           | 26  | Daniil Kwjat      | Toro Rosso STR12          | Renault R.E.17                | P      |
| Scuderia Toro Rosso           | 55  | Carlos Sainz jr.  | Toro Rosso STR12          | Renault R.E.17                | P      |
| Haas F1 Team                  | 08  | Romain Grosjean   | Haas VF-17                | Ferrari 062                   | P      |
| Haas F1 Team                  | 20  | Kevin Magnussen   | Haas VF-17                | Ferrari 062                   | P      |
| Renault Sport F1 Team         | 27  | Nico Hülkenberg   | Renault R.S.17            | Renault R.E.17                | P      |
| Renault Sport F1 Team         | 30  | Jolyon Palmer     | Renault R.S.17            | Renault R.E.17                | P      |
| Renault Sport F1 Team         | 46  | Sergei Sirotkin   | Renault R.S.17            | Renault R.E.17                | P      |
| Sauber F1 Team                | 09  | Marcus Ericsson   | Sauber C36                | Ferrari 061                   | P      |
| Sauber F1 Team                | 94  | Pascal Wehrlein   | Sauber C36                | Ferrari 061                   | P      |

Anmerkungen
1. 1 2  Der Renault mit der Startnummer 46 wurde im ersten freien Training für Sirotkin eingesetzt. Palmer übernahm das Fahrzeug anschließend für das restliche Rennwochenende mit seiner Startnummer 30.

## Klassifikationen

### Qualifying
| Pos.                                                                      | Fahrer            | Konstrukteur         | Q1       | Q2       | Q3       | Start |
| ------------------------------------------------------------------------- | ----------------- | -------------------- | -------- | -------- | -------- | ----- |
| 01                                                                        | Lewis Hamilton    | Mercedes             | 1:20,511 | 1:20,210 | 1:19,149 | 01    |
| 02                                                                        | Sebastian Vettel  | Ferrari              | 1:20,939 | 1:20,295 | 1:19,200 | 02    |
| 03                                                                        | Valtteri Bottas   | Mercedes             | 1:20,991 | 1:20,300 | 1:19,373 | 03    |
| 04                                                                        | Kimi Räikkönen    | Ferrari              | 1:20,742 | 1:20,621 | 1:19,439 | 04    |
| 05                                                                        | Max Verstappen    | Red Bull-TAG Heuer   | 1:21,043 | 1:20,722 | 1:19,706 | 05    |
| 06                                                                        | Daniel Ricciardo  | Red Bull-TAG Heuer   | 1:21,704 | 1:20,855 | 1:20,175 | 06    |
| 07                                                                        | Fernando Alonso   | McLaren-Honda        | 1:21,941 | 1:21,251 | 1:21,048 | 07    |
| 08                                                                        | Sergio Pérez      | Force India-Mercedes | 1:21,945 | 1:21,239 | 1:21,070 | 08    |
| 09                                                                        | Felipe Massa      | Williams-Mercedes    | 1:22,138 | 1:21,222 | 1:21,232 | 09    |
| 10                                                                        | Esteban Ocon      | Force India-Mercedes | 1:21,822 | 1:21,148 | 1:21,272 | 10    |
| 11                                                                        | Kevin Magnussen   | Haas-Ferrari         | 1:21,998 | 1:21,329 | –        | 11    |
| 12                                                                        | Carlos Sainz jr.  | Toro Rosso-Renault   | 1:22,091 | 1:21,371 | –        | 12    |
| 13                                                                        | Nico Hülkenberg   | Renault              | 1:22,015 | 1:21,397 | –        | 13    |
| 14                                                                        | Romain Grosjean   | Haas-Ferrari         | 1:21,901 | 1:21,517 | –        | 14    |
| 15                                                                        | Pascal Wehrlein   | Sauber-Ferrari       | 1:22,327 | 1:21,803 | –        | 15    |
| 16                                                                        | Marcus Ericsson   | Sauber-Ferrari       | 1:22,332 | –        | –        | 16    |
| 17                                                                        | Jolyon Palmer     | Renault              | 1:22,401 | –        | –        | 17    |
| 18                                                                        | Lance Stroll      | Williams-Mercedes    | 1:22,411 | –        | –        | 18    |
| 19                                                                        | Stoffel Vandoorne | McLaren-Honda        | 1:22,532 | –        | –        | 20    |
| 20                                                                        | Daniil Kwjat      | Toro Rosso-Renault   | 1:22,746 | –        | –        | 19    |
| 107-Prozent-Zeit: 1:26,147 min (bezogen auf Q1-Bestzeit von 1:20,511 min) |                   |                      |          |          |          |       |

Anmerkungen
1. ↑  Vandoorne wurde wegen der Verwendung der fünften Kontrollelektronik und des fünften Energiespeichers in dieser Saison um zehn Startplätze nach hinten versetzt.

### Rennen
| Pos. | Fahrer            | Konstrukteur         | Runden | Stopps | Zeit        | Start | Schnellste Runde |
| ---- | ----------------- | -------------------- | ------ | ------ | ----------- | ----- | ---------------- |
| 01   | Lewis Hamilton    | Mercedes             | 66     | 2      | 1:33:53,373 | 01    | 1:23,593 (64.)   |
| 02   | Sebastian Vettel  | Ferrari              | 66     | 2      | + 3,490     | 02    | 1:23,674 (43.)   |
| 03   | Daniel Ricciardo  | Red Bull-TAG Heuer   | 66     | 2      | + 1:15,820  | 06    | 1:23,686 (40.)   |
| 04   | Sergio Pérez      | Force India-Mercedes | 65     | 2      | + 1 Runde   | 08    | 1:25,755 (51.)   |
| 05   | Esteban Ocon      | Force India-Mercedes | 65     | 2      | + 1 Runde   | 10    | 1:26,276 (50.)   |
| 06   | Nico Hülkenberg   | Renault              | 65     | 2      | + 1 Runde   | 13    | 1:26,703 (56.)   |
| 07   | Carlos Sainz jr.  | Toro Rosso-Renault   | 65     | 2      | + 1 Runde   | 12    | 1:26,186 (61.)   |
| 08   | Pascal Wehrlein   | Sauber-Ferrari       | 65     | 1      | + 1 Runde   | 15    | 1:26,476 (58.)   |
| 09   | Daniil Kwjat      | Toro Rosso-Renault   | 65     | 2      | + 1 Runde   | 19    | 1:25,976 (37.)   |
| 10   | Romain Grosjean   | Haas-Ferrari         | 65     | 2      | + 1 Runde   | 14    | 1:26,871 (50.)   |
| 11   | Marcus Ericsson   | Sauber-Ferrari       | 64     | 2      | + 2 Runden  | 16    | 1:26,213 (60.)   |
| 12   | Fernando Alonso   | McLaren-Honda        | 64     | 3      | + 2 Runden  | 07    | 1:23,894 (64.)   |
| 13   | Felipe Massa      | Williams-Mercedes    | 64     | 3      | + 2 Runden  | 09    | 1:26,472 (64.)   |
| 14   | Kevin Magnussen   | Haas-Ferrari         | 64     | 3      | + 2 Runden  | 11    | 1:26,371 (15.)   |
| 15   | Jolyon Palmer     | Renault              | 64     | 3      | + 2 Runden  | 17    | 1:24,843 (44.)   |
| 16   | Lance Stroll      | Williams-Mercedes    | 64     | 2      | + 2 Runden  | 18    | 1:26,838 (50.)   |
| –    | Valtteri Bottas   | Mercedes             | 38     | 1      | DNF         | 03    | 1:24,696 (28.)   |
| –    | Stoffel Vandoorne | McLaren-Honda        | 32     | 1      | DNF         | 20    | 1:27,554 (14.)   |
| –    | Max Verstappen    | Red Bull-TAG Heuer   | 1      | 0      | DNF         | 05    | –                |
| –    | Kimi Räikkönen    | Ferrari              | 0      | 0      | DNF         | 04    | –                |

Anmerkungen
1. ↑  Wehrlein erhielt eine Fünf-Sekunden-Zeitstrafe, da er beim Einfahren in die Boxengasse den dort stehenden Poller an der falschen Seite passierte.

## WM-Stände nach dem Rennen
Die ersten zehn des Rennens bekamen 25, 18, 15, 12, 10, 8, 6, 4, 2 bzw. 1 Punkt(e).

### Fahrerwertung
| Pos. | Fahrer           | Konstrukteur         | Punkte |
| ---- | ---------------- | -------------------- | ------ |
| 01   | Sebastian Vettel | Ferrari              | 104    |
| 02   | Lewis Hamilton   | Mercedes             | 98     |
| 03   | Valtteri Bottas  | Mercedes             | 63     |
| 04   | Kimi Räikkönen   | Ferrari              | 49     |
| 05   | Daniel Ricciardo | Red Bull-TAG Heuer   | 37     |
| 06   | Max Verstappen   | Red Bull-TAG Heuer   | 35     |
| 07   | Sergio Pérez     | Force India-Mercedes | 34     |
| 08   | Esteban Ocon     | Force India-Mercedes | 19     |
| 09   | Felipe Massa     | Williams-Mercedes    | 18     |
| 10   | Carlos Sainz jr. | Toro Rosso-Renault   | 17     |
| 11   | Nico Hülkenberg  | Renault              | 14     |

| Pos. | Fahrer             | Konstrukteur       | Punkte |
| ---- | ------------------ | ------------------ | ------ |
| 12   | Romain Grosjean    | Haas-Ferrari       | 5      |
| 13   | Pascal Wehrlein    | Sauber-Ferrari     | 4      |
| 14   | Kevin Magnussen    | Haas-Ferrari       | 4      |
| 15   | Daniil Kwjat       | Toro Rosso-Renault | 4      |
| 16   | Marcus Ericsson    | Sauber-Ferrari     | 0      |
| 17   | Lance Stroll       | Williams-Mercedes  | 0      |
| 18   | Fernando Alonso    | McLaren-Honda      | 0      |
| 19   | Antonio Giovinazzi | Sauber-Ferrari     | 0      |
| 20   | Jolyon Palmer      | Renault            | 0      |
| 21   | Stoffel Vandoorne  | McLaren-Honda      | 0      |

### Konstrukteurswertung
| Pos. | Konstrukteur         | Punkte |
| ---- | -------------------- | ------ |
| 1    | Mercedes             | 161    |
| 2    | Ferrari              | 153    |
| 3    | Red Bull-TAG Heuer   | 72     |
| 4    | Force India-Mercedes | 53     |
| 5    | Toro Rosso-Renault   | 21     |

| Pos. | Konstrukteur      | Punkte |
| ---- | ----------------- | ------ |
| 06   | Williams-Mercedes | 18     |
| 07   | Renault           | 14     |
| 08   | Haas-Ferrari      | 9      |
| 09   | Sauber-Ferrari    | 4      |
| 10   | McLaren-Honda     | 0      |